# Peter Ducke

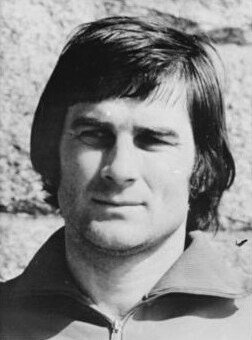
Peter Ducke vid fotbolls-VM 1974

Peter Ducke, född 14 oktober 1941 i Bensen i Sudetenland i nuvarande Tjeckien (då Tyskland), är en före detta östtysk fotbollsspelare. Efter andra världskriget flyttade han med sin familj till Schönebeck, där han växte upp.
Ducke spelade under hela sina karriär för FC Carl Zeiss Jena och blev både liga- och cupmästare med laget under 1960-talet. Ducke spelade sammanlagt 68 A-landskamper för det östtyska landslaget och deltog i OS 1972 och VM 1974. Han spelade både i Jena och i landslaget tillsammans med sin sju år äldre bror Roland Ducke.
I sin fotbollskarriär hann Ducke spela 68 landskamper och göra 15 landslagsmål. Han spelade sin första landslagsmatch mot Finland, i Rostock 30 oktober 1960, där matchen slutade 5–1 till östtyskarna. Sin sista landslagsmatch spelade han 19 november 1975 i en OS-kvalmatch mot Tjeckoslovakien i Brno, där matchen slutade 1–1.
Ducke spelade trots sin storhet bara tre matcher i VM-sammanhang (1974 och gjorde där inga mål. Han spelade inte från start i någon av matcherna. Han spelade däremot sju OS-matcher och gjorde ett mål, 1972, då DDR tog bronsmedalj.
Sammanlagt spelade han 352 matcher i Oberliga och gjorde där 153 mål.